# Zelatractodes oblitus
Zelatractodes oblitus är en tvåvingeart som beskrevs av Willi Hennig 1935. Zelatractodes oblitus ingår i släktet Zelatractodes och familjen skridflugor.
Artens utbredningsområde är Venezuela. Inga underarter finns listade i Catalogue of Life.